# Kreisiraadio
Kreisiraadio (estnisch für Crazy Radio oder Kreisradio) ist eine estnische Komikergruppe und Spaßband. Sie vertrat Estland beim Eurovision Song Contest 2008 in Belgrad.

## Sketchsendung
Kreisiraadio ist seit April 1993 eine Comedy-Sendung auf Kuku Raadio, die später auch im estnischen öffentlich-rechtlichen Fernsehen zu sehen war. Die estnischen Moderatoren, Künstler und Komiker Hannes Võrno, Peeter Oja und Tarmo Leinatamm präsentieren dort improvisierte Sketche und absurden Humor.

## Eurovision Song Contest 2008
Kreisiraadio ist auch der Name der humoristischen Band der drei Komiker.
Sie setzte sich bei der nationalen estnischen Vorausscheidung zum Eurovision Song Contest am 2. Februar 2008 im Televoting gegen neun Mitbewerber durch. Die Band erhielt sowohl in der ersten als auch in der zweiten Runde des Vorentscheids mit Abstand die meisten Stimmen.
Kreisiraadio vertrat Estland mit dem Nonsens-Lied Leto Svet in serbischer Sprache. Das Lied besteht aus serbischen Sätzen, wie sie in Sprachführern für Touristen zu finden sind.
Den Refrain Sommerlicht. Das ist Sommerlicht singen sie auch auf Deutsch und Finnisch. Musik und Text des Lieds stammen von Priit Pajusaar, Glen Pilvre, Peeter Oja, Hannes Võrno und Tarmo Leinatamm.
Am 20. Mai 2008 stand die Band im ersten Halbfinale des Song Contests. Sie schafften es nicht bis ins Finale.

## Diskografie
- Kreisiraadio (Zeichentrickfilm, DVD, 2003/2006)
- Kreisiraadio sümfooniaorkester (Musik-DVD, 2006)
- Kreisiraadio 1-3 (Sketche, CDs, 2007)